# Maximiliano Hernández (acteur)
Maximiliano Hernández (New York, 12 september 1973) is een Amerikaans acteur, toneelregisseur en scenarioschrijver. 

## Biografie
Hernández werd geboren in de borough Brooklyn van New York als zoon van Hondurese immigranten, en groeide op in een gezin als middelste van drie kinderen. Hij doorliep de high school aan de Bishop Ford High School in Brooklyn, hier begon hij met het acteren om zo onder het nablijven op school uit te komen. Hij bleef acteren toen hij ging studeren op het College en werd geaccepteerd om zijn bachelor of fine arts te halen aan de Leonard Davis Center For The Performing Arts in Harlem. Hij verliet deze opleiding toen hij gevraagd werd deel te nemen aan de Workhouse Theatre in TriBeCa. Hierna bleef hij actief als acteur en regisseur in lokale theaters. later verhuisde hij naar Los Angeles voor zijn acteercarrière voor televisie, 
Hernández begon in 1994 met acteren voor televisie in de televisieserie Prisionera de amor, waarna hij nog meerdere rollen speelde in televisieseries en films. Hij is vooral bekend van zijn rol als FBI-agent Chris Amador in de televisieserie The Americans (2013) en van zijn rol als hoofd ziekenboeg "Doc" Rios in de televisieserie The Last Ship (2014-2018). 

## Filmografie

### Films
Uitgezonderd korte films.
- 2023 Long December - als Warren
- 2022 Rise - als OKC Thunder vertegenwoordiger
- 2020 Stargirl - als mr. Robineau
- 2019 Avengers: Endgame - als Jasper Sitwell
- 2016 Get a Job - als zakenman
- 2015 Sicario - als Silvio
- 2014 Captain America: The Winter Soldier - als Jasper Sitwell
- 2014 Imperial Dreams - als rechercheur Hernandez
- 2012 The Avengers - als agent Jasper Sitwell
- 2011 Warrior - als Colt Boyd
- 2011 Thor - als agent  Sitwell
- 2009 Hotel for Dogs - als officier Mike
- 2008 Pride and Glory - als Carlos Bragon
- 2006 The Namesake - als Ben
- 2006 Mentor - als aanwezige in club
- 2000 The Yards - als barkeeper
- 1999 Raw Nerve - als Cross

### Televisieseries
Uitgezonderd eenmalige gastrollen.
- 2024 Griselda - als Papo Mejia - 3 afl.
- 2021 SEAL Team - als Carl Dryden - 3 afl.
- 2021 NCIS: New Orleans - als Master-at-Arms Ted Yancy - 2 afl.
- 2018-2019 Mr. Mercedes - als Antonio Montez - 19 afl.
- 2014-2018 The Last Ship - als hoofd ziekenboeg "Doc" Rios - 36 afl.
- 2014-2017 Hand of God - als chief Toby Clay - 16 afl.
- 2014 The Walking Dead - als sergeant Bob Lamson - 2 afl.
- 2013-2014 Agents of S.H.I.E.L.D. - als Jasper Sitwell - 4 afl.
- 2013 The Americans - als FBI-agent Chris Amador - 9 afl.
- 2011-2012 Ringer - als rechercheur Towers - 5 afl.
- 2010 Terriers - als Ray - 2 afl.
- 2009 24 - als Donnie Fox - 2 afl.

### Scenarioschrijver
- 2018 The Scorpion's Tale - korte film
- 2011 The Indestructible Jimmy Brown - film